# The Great Society
I Great Society sono stati un gruppo rock statunitense attivo sulla scena musicale di San Francisco nella metà degli anni sessanta.

## Storia
I Great Society si formarono nel 1965, nel pieno dei fermenti controculturali della città californiana. La nascita si fa risalire a una sera in cui Jerry Slick, il fratello Darby e la moglie Grace andarono a un club musicale di San Francisco, il Matrix, dove si stavano esibendo i Jefferson Airplane. Magnetizzati dal gruppo in azione, scattò nei tre l'entusiasmo e la voglia di formare un proprio gruppo musicale. Convinsero David Miner, chitarrista e cantante, il sassofonista Peter van Gelder e il bassista Bard Dupont e, scartato il nome "The Acid Fraction", costituirono i Great Society (riprendendo beffardamente un'espressione dell'allora presidente in carica Lyndon Johnson).
I Great Society esordirono il 15 ottobre 1965 alla Coffee Gallery di San Francisco, e in seguito si esibì come gruppo di spalla assieme ai più famosi nomi della musica della West Coast del periodo – Jefferson Airplane e Grateful Dead in testa – in diverse occasioni, tra le altre alla Longshoreman's Hall nell'ottobre 1965 e al raduno del 10 dicembre dello stesso anno organizzato da Bill Graham al Fillmore Auditorium per una raccolta di fondi.
Siglarono un contratto con la Columbia, ma dopo un anno dalla costituzione Darby Slick e Peter van Gelder decisero di andare in India per dedicarsi allo studio del sitar. In quel clima di disgregazione, Grace Slick ricevette la proposta di sostituire Signe Toly Anderson come vocalist dei Jefferson Airplane, invito che rappresentava il riconoscimento delle sue doti musicali e che la Slick accettò di buon grado. Questo chiuse la breve esperienza del gruppo musicale.

## Componenti
- Darby Slick — chitarra, voce (1965–66)
- Grace Slick — voce, flauto, organo, chitarra, basso (1965–66)
- Jerry Slick — batteria (1965-66)
- Peter van Gelder[6] — basso, flauto, sassofono (1965–66)
- David Miner — voce, chitarra (1965–66)
- Bard Dupont — basso, armonica (1965–66)
- Oscar Daniels — chitarra (1965)
- Jean Piersol — voce (1965)

## Discografia
Live
- 1968 — Conspicuous Only in Its Absence
- 1968 — How It Was[7]

Registrazioni live del 1966 pubblicate dopo il successo dei Jefferson Airplane; Columbia Records.
- 1971 — Collector's Item

2 LP che raccolgono i precedenti due album live; Columbia Records.
- 1989 — Live at the Matrix (solo UK; Edsel/Demon)

Pubblicazione inglese del materiale pubblicato dalla Columbia.
Studio
- 1995 — Born to Be Burned

Materiale inedito mai pubblicato in precedenza, dalle stesse sessioni di registrazione del singolo Someone to Love/Free Advice.
Singoli
- 1966 — Someone to Love/Free Advice
- 1968 — Sally, Go 'Round the Roses/Didn't Think So